# Пітерборо (місто)
Місто Пітерборо — унітарний округ зі статусом міста в церемоніальному графстві Кембриджшир, Англія. Територія названа на честь свого найбільшого поселення, Пітерборо, але також охоплює ширшу територію віддалених сіл і хуторів.
Історично ця територія була розділена на частини між графствами Нортгемптоншир, Острів Елі та Хантінгдоншир до 1974 року, коли вона стала частиною графства Гантінгдон і Пітерборо, що проіснувала недовго, перш ніж стати частиною церемоніального графства Кембриджшир. Розташована в регіоні Східна Англія в Англії, територія межує з навколишніми графствами Лінкольншир і Нортгемптоншир. Населення округу становило 202 259 осіб, що робить його другим за чисельністю населення округом у Східній Англії (після Норвіча).
Район також був частиною Соке Пітерборо та був саксонським поселенням під час англосаксонської ери. До складу округу також входять віддалені села, такі як Торні, Олд Флеттон, Веррінгтон, Парнуелл, Догсторп, Ай Грін, Глінтон, Нортборо, Максі, Віттерінг, Вансфорд і Ейлсворт . Район також є частиною забудованої території навколо сусідніх поселень Якслі, Вітлсі, Алволтон, Кроуленд і Маркет-Діпінг.

## Адміністрація
З 1541 року місто утворило парламентський район, повернувши двох депутатів, а решта Соке була частиною парламентського графства Нортгемптоншир. Закон про Велику реформу не торкнувся району, хоча решту, сільську частину Соке було передано північній частині графства Нортгемптоншир. У 1885 році представництво району було скорочено до одного члена, а в 1918 році межі були скориговані, щоб включити весь Соке. Серед останніх членів парламенту Пітерборо були консерватор сер Гармар Ніколлс (1950–1974), лейборист Майкл Уорд (1974–1979), консерватор Браян Могіні (1979–1997), лейборист Гелен Кларк (1997–2005) і консерватор Стюарт Джексон з 2005 року. Фіона Онасанья виграла загальні вибори лейбористів 2017 року. Потім Онасанья була виключена з Лейбористської партії в грудні 2018 року, але зберегла своє місце як незалежний кандидат до виключення 1 травня 2019 року після петиції про відкликання, що призвело до додаткових виборів, на яких перемогли Лейбористи Lisa Forbes (червень - листопад 2019). Нинішнім президентом є консерватор Пол Брістоу, який отримав місце на загальних виборах 2019 року.

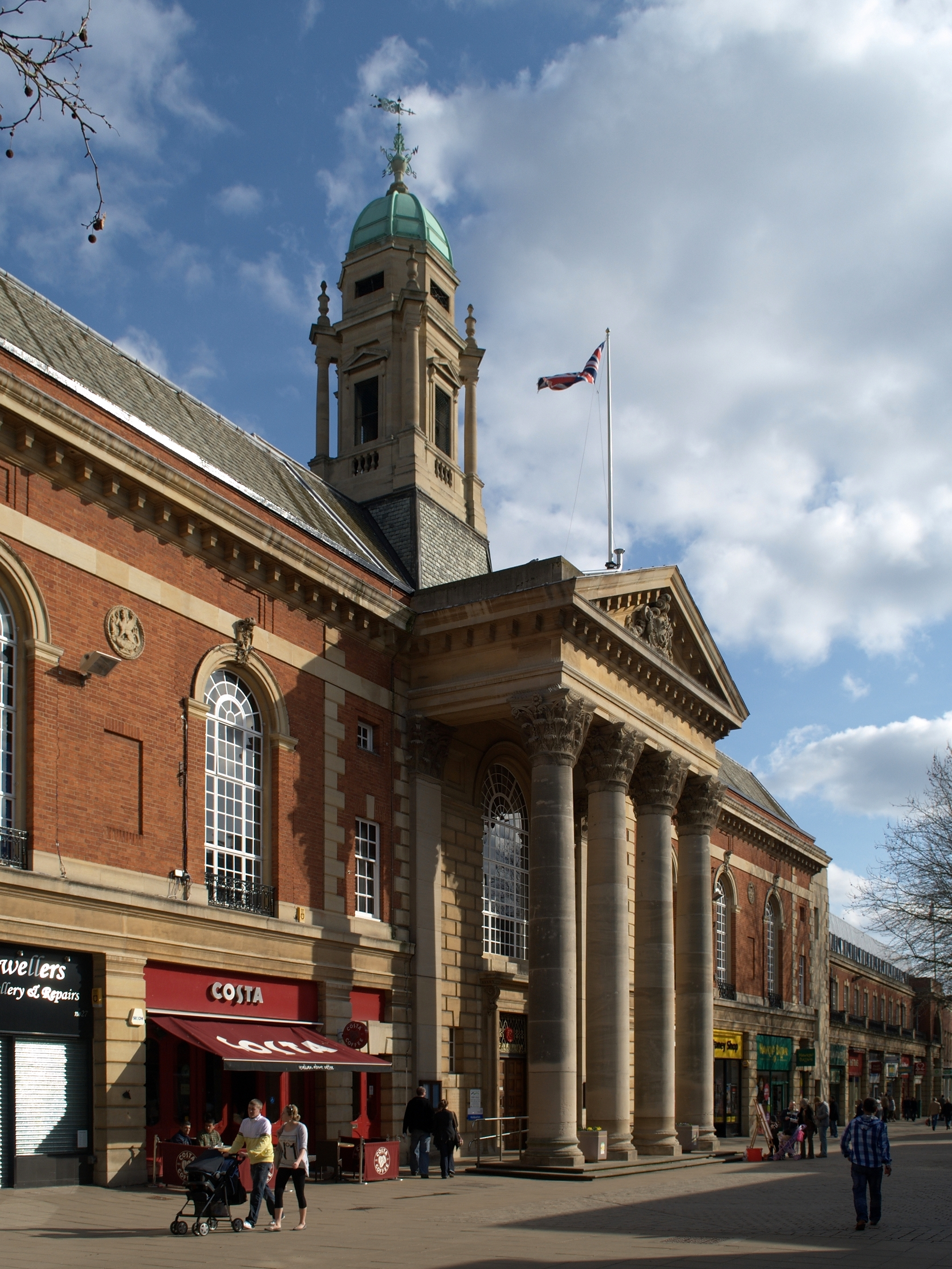
Ратуша, Пітерборо (1930–1933)

## Цивільні парафії
Округ містить непарафіяльні райони Пітерборо, Олд-Флеттон і Стенграунд-Норт і 29 цивільних парафій:
- Ейлсворт
- Бейнтон
- Барнак
- Боро Фен
- Бретон
- Кастор
- Deeping Gate
- Еттон
- Око
- Глінтон
- Гемптон Харгейт і Вейл
- Хелпстон
- Marholm
- Максі
- Ньюборо
- Нортборо
- Ортон Лонгвіль
- Ортон Вотервіль
- Пікірк
- Саутхорп
- Святого Мартина без
- Саттон
- Торні
- Торнхью
- Аффорд
- Аптон
- Вансфорд
- Віттерінг
- Воторп

## Демографія

Піраміда населення міста Пітерборо

| Етнічна група                              | Рік       | Рік   | Рік       | Рік   | Рік       | Рік   | Рік       | Рік   |
| Етнічна група                              | 1991      | 1991  | 2001      | 2001  | 2011      | 2011  | 2021      | 2021  |
| Етнічна група                              | Кількість | %     | Кількість | %     | Кількість | %     | Кількість | %     |
| ------------------------------------------ | --------- | ----- | --------- | ----- | --------- | ----- | --------- | ----- |
|                                            |           |       |           |       |           |       |           |       |
| White: Total                               | 141,803   | 92.6% | 140,003   | 89.7% | 151,544   | 82.5% | 162,581   | 75.3% |
| Білі британці                              | –         | –     | 133,751   | 85.7% | 130,232   | 70.9% | 128,353   | 59.5% |
| Білі: Iрландці                             | –         | –     | 1,697     |       | 1,257     |       | 1,177     | 0.5%  |
| Білі:Циганські або ірландські мандрівники  | –         | –     | –         | –     | 560       |       | 551       | 0.3%  |
| Білі: Рим                                  |           |       |           |       |           |       | 938       | 0.4%  |
| Білі: Всього                               | –         | –     | 4,555     |       | 19,495    | 10.6% | 31,562    | 14.6% |
| Азійці або азійські-британці: Всього       | 8,560     | 5.6%  | 11,400    | 7.3%  | 21,492    | 11.7% | 30,801    | 14.3% |
| Азійці або азійські британці: Iндійці      | 2,662     |       | 2,876     |       | 4,636     |       | 7,169     | 3.3%  |
| Азійці або азійські британці:Пакистанці    | 4,752     |       | 6,980     |       | 12,078    |       | 16,972    | 7.9%  |
| Азійці або азійські британці:Бангладешці   | 54        |       | 113       |       | 229       |       | 442       | 0.2%  |
| Азійці або азійські британці: Китайці      | 358       |       | 534       |       | 872       |       | 990       | 0.5%  |
| Азійці або азійські британці: Інший азійці | 734       |       | 897       |       | 3,677     |       | 5,228     | 2.4%  |
| Афробританці:Всього                        | 2,009     | 1.3%  | 1,928     | 1.2%  | 4,164     | 2.2%  | 8,751     | 4.1%  |
| Чорні або чорні британці: Африканці        | 204       |       | 551       |       | 2,480     |       | 6,225     | 2.9%  |
| Чорні або чорні британці: Карибці          | 1,208     |       | 1,118     |       | 1,174     |       | 1,419     | 0.7%  |
| Чорні або чорні британці: Інші чорні       | 597       |       | 259       |       | 510       |       | 1,107     | 0.5%  |
| Змішаний або британський змішаний: Всього  | –         | –     | 2,289     | 1.5%  | 4,948     | 2.7%  | 7,617     | 3.5%  |
| Змішані: білий і чорний карибський         | –         | –     | 950       |       | 1,542     |       | 1,990     | 0.9%  |
| Змішані: білий і чорний африканець         | –         | –     | 208       |       | 827       |       | 1,627     | 0.8%  |
| Змішані: білі та азійські                  | –         | –     | 687       |       | 1,384     |       | 2,021     | 0.9%  |
| Змішані: інші змішані                      | –         | –     | 444       |       | 1,195     |       | 1,979     | 0.9%  |
| Інше: Всього                               | 794       | 0.5%  | 441       | 0.3%  | 1,483     | 0.8%  | 5,920     | 2.7%  |
| Інші: араби                                | –         | –     | –         | –     | 428       |       | 897       | 0.4%  |
| Інші: будь-яка інша етнічна група          | 794       | 0.5%  | 441       | 0.3%  | 1,055     |       | 5,023     | 2.3%  |
|                                            |           |       |           |       |           |       |           |       |
| Всього                                     | 153,166   | 100%  | 156,061   | 100%  | 183,631   | 100%  | 215,670   | 100%  |

## Релігія
| Релігія                            | 2001    | 2001  | 2011    | 2011  | 2021    | 2021  |
| Релігія                            | Номер   | %     | Номер   | %     | Номер   | %     |
| ---------------------------------- | ------- | ----- | ------- | ----- | ------- | ----- |
|                                    |         |       |         |       |         |       |
| Дотримується релігійних переконань | 118,549 | 75.9  | 126,155 | 68.7  | 133 001 | 61.7  |
| християнський                      | 106,621 | 68.3  | 104,202 | 56.7  | 99,802  | 46.3  |
| буддійський                        | 254     | 0,2   | 463     | 0,3   | 617     | 0,3   |
| індуїстська                        | 1,383   | 0,9   | 2320    | 1.3   | 3,813   | 1.8   |
| єврейський                         | 147     | 0,1   | 144     | 0,1   | 185     | 0,1   |
| мусульманський                     | 8,963   | 5.7   | 17,251  | 9.4   | 26,239  | 12.2  |
| Сикх                               | 833     | 0,5   | 1,184   | 0,6   | 1,348   | 0,6   |
| Інша релігія                       | 348     | 0,2   | 591     | 0,3   | 999     | 0,5   |
| Ніякої релігії                     | 24,388  | 15.6  | 45,183  | 24.6  | 70 066  | 32.5  |
| Релігія не вказана                 | 13,124  | 8.4   | 12,293  | 6.7   | 12 604  | 5.8   |
|                                    |         |       |         |       |         |       |
| Загальна кількість населення       | 156 061 | 100,0 | 183,631 | 100,0 | 215,671 | 100,0 |

## Місцеві пам'ятки
Район містить багато визначних пам'яток і пам'яток, зокрема: собор Пітерборо, будинок Берглі, залізницю Нене-Веллі та вежу Лонгторп.